# マツダ (電球)

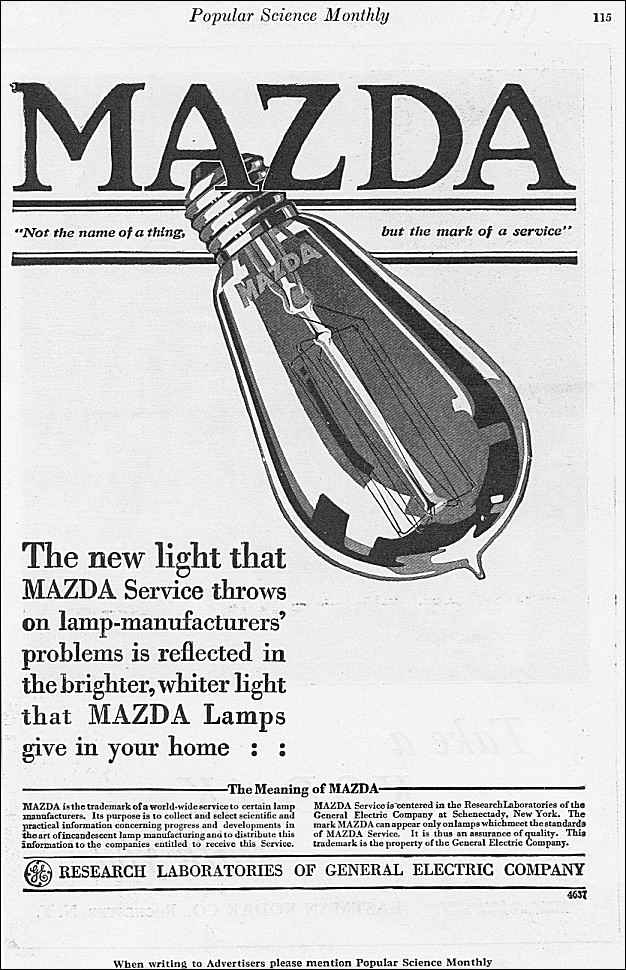
1917年の雑誌広告

マツダ（英: Mazda）は、白熱電球などに用いられた商標である。ゼネラル・エレクトリック・カンパニー（英: General Electric Company）が所有し、提携企業にも使用を許可していた。
ゼネラル・エレクトリック・カンパニーは、フィラメントにタングステンを用いた高性能な白熱電球を発売するにあたり、新たな商標を用いることを検討した。1909年9月14日に同社取締役のフレデリック・ペリー・フィッシ（英: Frederick Perry Fish）が、古代ペルシアの文献から引用した「Mazda」を提案し、これが採用された。製品への使用は同年12月21日から始められ、米国での商標登録出願は同年12月29日、登録は1910年5月3日だった。
タングステンを用いた白熱電球の生産には、ゼネラル・エレクトリック・カンパニーの特許と技術が不可欠となっていたが、同社は積極的に技術供与と商標使用許諾に応じたことから、欧州や日本で「Mazda」を名乗る白熱電球が登場した。米国では、白熱電球のカルテルに絡む独占禁止法訴訟の影響から、1949年に「Mazda」の使用は中止されたが、米国外の提携企業には、21世紀になっても使用が続けられた例がある。
ゼネラル・エレクトリック・カンパニーによる商標登録の更新は、1990年に行われたのが最後である。

## 英国
英国では、ブリティッシュ・トムソン＝ヒューストン・カンパニー・リミテッド（英: British Thomson-Houston Company Limited）の事業を継承したゼネラル・エレクトリック・カンパニー（英: General Electric Company）が、2000年まで製品に「Mazda」の商標を使用した。

## フランス

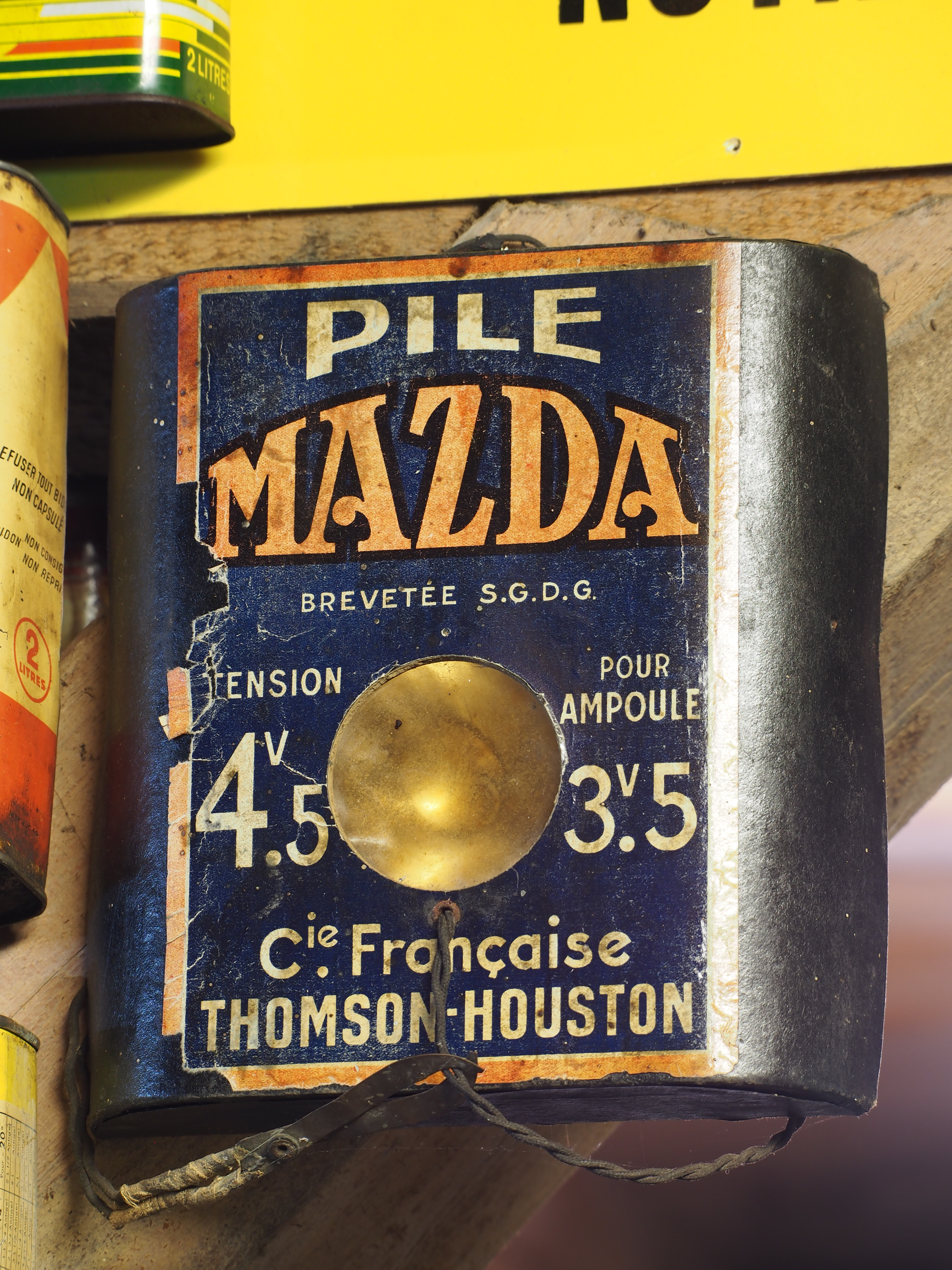
フランスで売られていたマツダブランドのバッテリー

フランスでは、ラ・コンパニ・デ・ラーンプス（仏: La Compagnie des lampes）の事業を継承したコーニンクレッカ・フィリップス・ナームローゼ・ヴェノオトシャップ （蘭: Koninklijke Philips Naamloze Vennootschap）が、2011年まで照明器具やバッテリーに「Mazda」の商標を使用した。

## 日本
日本では、株式会社東芝の前身の一つである東京電気株式会社が、1913年（大正2年）から「マツダ」の商標を利用し始め、1962年（昭和37年）まで続いた。1957年（昭和32年）には『東芝のマツダランプの歌』が作られた。
自動車メーカーのマツダや旧社名にマツダの名称を使用していた札幌バルナバハムとの関連はない。

## 脚註

### 註釈
1. ↑  中央大学企業研究所の谷口明丈は、Frederick Perry Fishをフレデリック・ペリー・フィッシと邦訳している[4]。
2. ↑  フレデリック・ペリー・フィッシは、ササン朝ペルシアで栄えたゾロアスター教における光の神アウラ・マツダ（英: Ahura Mazda）の名を紹介した[3][5][6][7]。
3. ↑  英国のゼネラル・エレクトリック・カンパニーは、米国のゼネラル・エレクトリック・カンパニーとは別法人で成り立ちも異なる[9]。

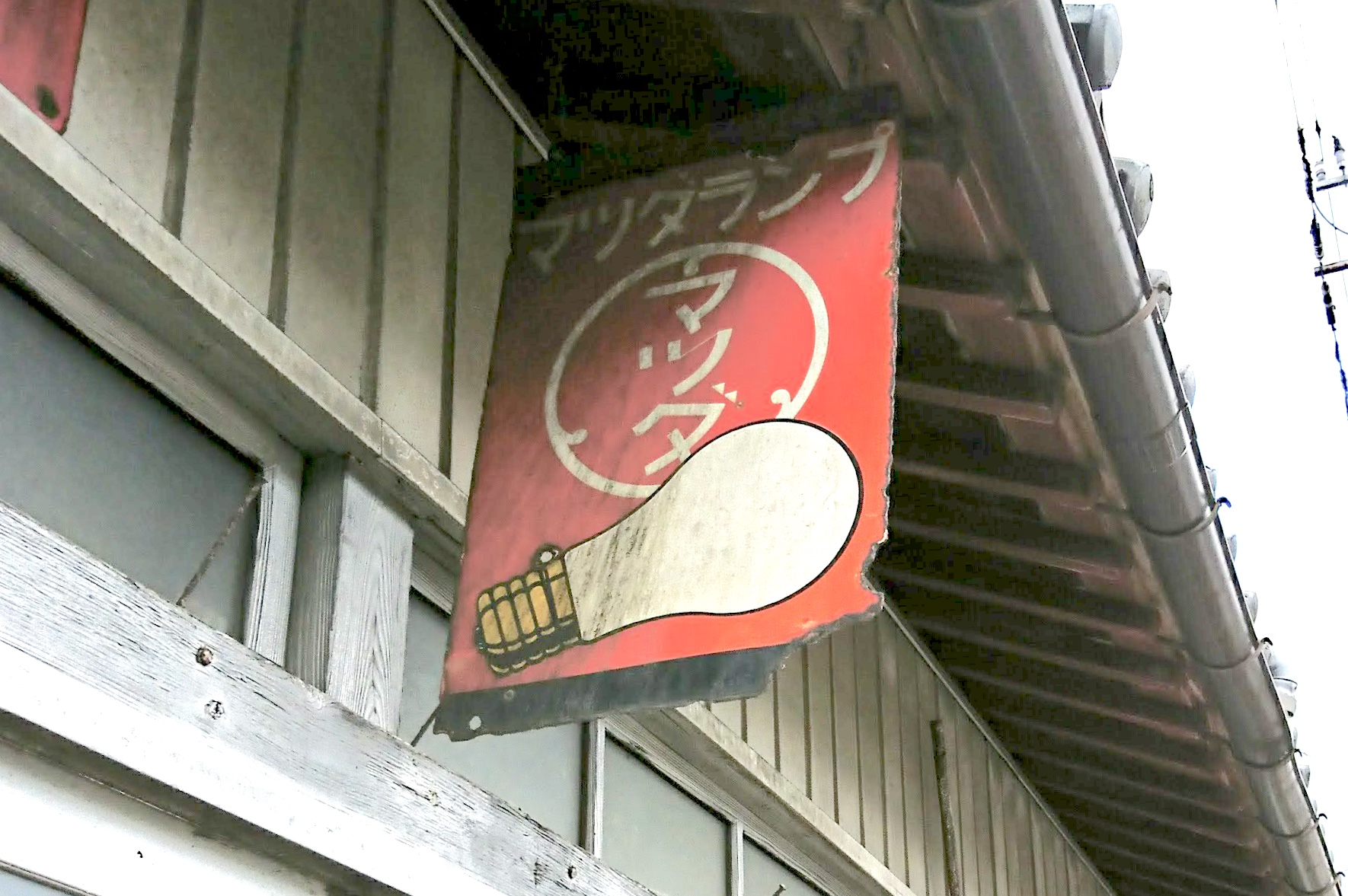
マツダランプの看板

4. ↑  1939年（昭和14年）に東京電気株式会社と株式会社芝浦製作所が合併し、東京芝浦電気株式会社が発足した[12]。1984年（昭和59年）には、株式会社東芝に商号変更が行われた[12]。
5. ↑  『東芝のマツダランプの歌』は、公募に寄せられた89.452篇から選ばれた神奈川県茅ヶ崎市の原田スズヨの詩を西条八十が補い、米山正夫が曲をつけ、歌唱は藤山一郎と荒井恵子が担った[16]。